# Тот самый день
«Тот самый день» (англ. One of Them Days) — американский комедийный бадди-муви режиссёра Лоуренса Ламонта 2025 года с Кеке Палмер и SZA в главных ролях. Для певицы SZA эта роль дебютная в кино.

## Сюжет
Подруги Дрю и Алиса снимают вместе жильё в Южном Лос-Анджелесе. Дрю работает официанткой. Алиса же нигде не работает, она пишет картины и представляет себя художницей. Дрю хотела бы стать менеджером и руководить забегаловкой в рамках франшизы. Сегодня у неё собеседование по этому поводу. Уже некоторое время с ними вместе живёт Кишон, парень Алисы. У девушек очень строгий арендодатель Уче, который всегда требует плату за жильё точно в срок. В противном случае он просто выселяет нерадивого постояльца. Сегодня у Дрю и Алисы срок платы за аренду. Деньги на оплату жилья у них были, и Кишон должен был их передать Уче, но он вместе с деньгами куда-то исчез.
Дрю и Алиса отправляются к Бернис, другой девушке Кишона. Там они узнают, что Кишон вложил их деньги в собственное дело, а именно в производство футболок. Дрю и Алиса пытаются как-то выпутаться из возникшей ситуации. Они отправляются за микрозаймом, но им не дают деньги из-за низкого кредитного рейтинга. Дрю решает раздобыть деньги, сдав кровь, но из-за перепалки Алисы с медсестрой они получают только купон на бесплатный пирог. В ресторане быстрого питания подруги встречают Маньяка, парня, который нравится Дрю. Алиса оставляет их наедине.
Через некоторое время Алиса находит выход из ситуации. На одной из улиц она обнаруживает висящими на проводах редкие кроссовки «Джорданс». Ей удаётся их снять, но её бьёт током. Из скорой помощи девушкам приходится сбегать, так как лишних денег, чтобы потом оплатить госпитализацию, у них нет. Подруги продают эти кроссовки через интернет. Дрю отправляется на своё собеседование. Хотя само собеседование проходит гладко, на улице в это время начинается драка между Алисой и Бернис. Дрю приходится влезать в драку и спасать подругу. Потенциальные работодатели начинают сомневаться, что Дрю им подходит. Бернис же удалось украсть у Дрю и Алисы деньги, вырученные за продажу кроссовок.
Алисе звонит местный гангстер Король Лоло. Он сообщает, что это были его кроссовки и что деньги за них им придётся вернуть ему сегодня же вечером. Вернувшись домой Дрю и Алиса обнаруживают, что Уче уже начал процесс выселения. Он уже вынес на улицу их вещи. Бетани, богатая белая девушка, которая недавно заселилась в одну из квартир в их доме, разглядывая их вещи, сообщает, что купит одну из картин Алисы. Подруги решают этим воспользоваться. Они расставляют во дворе картины Алисы, а Бетани рассказывает в своих социальных сетях об этой выставке своим богатым друзьям и подписчикам. Те могут прийти и купить понравившуюся картину. Эта импровизированная выставка имеет успех. Подругам удаётся заработать, а женщина, которая проводила собеседование, сообщает Дрю, что та может не волноваться насчёт работы.
Появляется Король Лоло. Алиса не собирается отдавать ему деньги. Вместе с Дрю они прячутся в своей квартире. Там их уже поджидает Кишон, который зажёг по всей квартире множество свечей. Он хочет попросить у Алисы прощения и попытался таким образом создать романтическую обстановку. В квартиру врывается Король Лоло. На него, однако, падает кусок потолка, так как квартира находится в аварийном состоянии. Гангстер теряет сознание, опрокидывает одну из свечей и начинается пожар. В конечном итоге всех спасают пожарные. Одним из пожарных оказывается Маньяк. Короля Лоло полиция арестовывает. Алиса окончательно разрывает отношения с Кишоном.

## В ролях
- Кеке Палмер — Дрю
- SZA — Алиса
- Ванесса Белл Кэллоуэй — Мама Рут
- Лил Рел Хауэри — покупатель
- Кэтт Уильямс — Везунчик
- Мод Апатоу — Бетани
- Патрик Кейдж — Маньяк
- Габриэль Деннис — Шейла
- Джанелл Джеймс — Руби
- Эймин Джозеф — Король Лоло
- Кейла Монтерросо Мейя — Кэти
- Джошуа Нил — Кишон
- Дуэйн Перкинс — Джамиль
- Азиза Скотт — Бернис
- Ризи Тимейн — Уче
- Доминик Перри — Шамика
- Дастин Ибарра — Джозеф
- Рэй Сантьяго — Фабиан

## Производство и выпуск
В апреле 2024 года стало известно, что Кеке Палмер и SZA сыграют главные роли в комедийном фильме о дружбе для студии TriStar Pictures. Для певицы SZA это дебют в кино. Режиссёром фильма стал Лоуренс Ламонт, а сценарий написала Сирита Синглтон. Ранее они работали над сериалом «Настоящий рэп». До сериала Лоуренс Ламонт снимал видеоклипы. Кеке Палмер и SZA впервые сотрудничали вместе в декабре 2022 года на шоу «Saturday Night Live». Палмер тогда была ведущей, а SZA — музыкальным гостем. Фильм снимали 22 дня в июле 2024 года на натуре в Лос-Анджелесе. На фильм потратили $14 млн.
Премьера фильма должна была состояться 13 января 2025 года в Лос-Анджелесе, но была отменена из-за лесных пожаров, которые перекинулись на сам город. Sony Pictures выпустили фильм в прокат в Соединенных Штатах и Канаде 17 января. 11 февраля фильм был выпущен на цифровых платформах, а 1 апреля на Blu-ray и DVD. В прокате фильм собрал $52 млн. На Netflix фильм три недели продержался в топ-10. В июне 2025 года создатели фильма сообщили, что думают о продолжении.

## Приём
Рецензии были в общем положительными. На сайте Rotten Tomatoes рейтинг фильма 94 % на основе 121 рецензии. На Metacritic у фильма 71 балл из 100 на основе мнения 27 критиков. Зрители, опрошенные CinemaScore, поставили фильму среднюю оценку «А-». Зрители, опрошенные PostTrak, оценили фильм положительно в 84 % случаев, при этом 63 % сказали, что рекомендовали бы фильм.